# Marija Nikolajewna Romanowa (1899–1918)

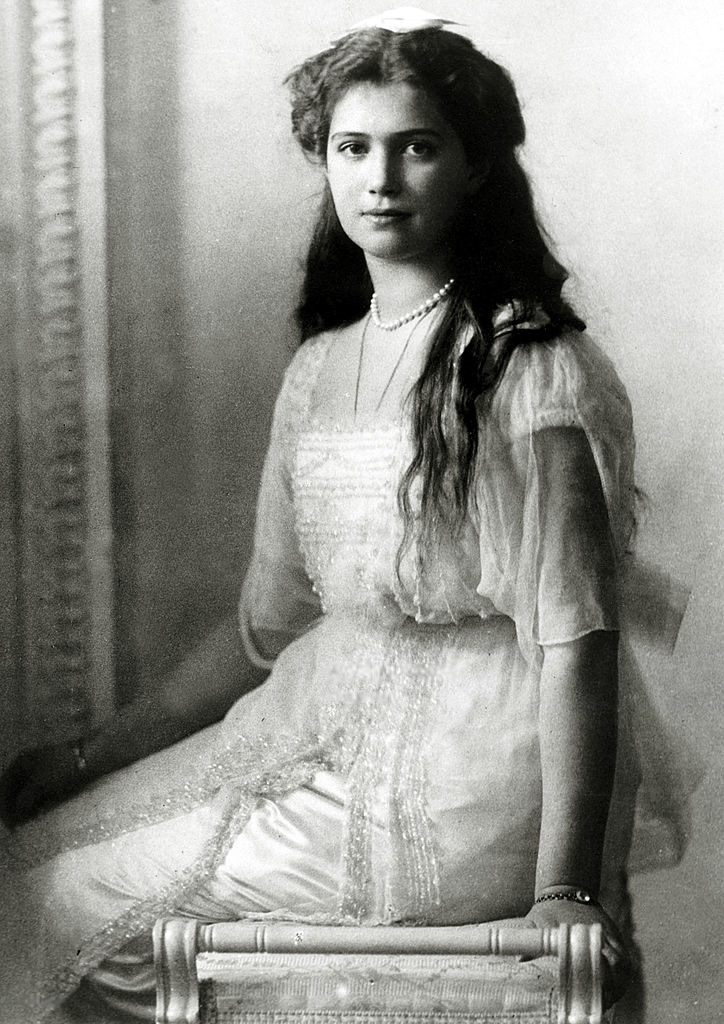
Maria Nikolajewna Romanowa, 1914

Großfürstin Marija Nikolajewna von Russland (Marija Nikolajewna Romanowa; russisch Мария Николаевна Романова), auch Maschka genannt; (* 14. Junijul. / 26. Juni 1899greg. in Peterhof; † 17. Juli 1918 in Jekaterinburg) war das dritte Kind von Nikolaus II. von Russland und Alexandra Fjodorowna.

## Leben

### Kindheit und Jugend
Maria war das dritte Kind von Nikolaus II. und seiner Frau Alexandra, vormals Alix von Hessen-Darmstadt. Sie wird als fröhliches, introvertiertes und lernwilliges Mädchen beschrieben, das gerne zeichnete. Als später als viertes Kind Anastasia geboren wurde, war die Zarin etwas bedrückt über die Tatsache, dass sie erneut keinem Thronfolger das Leben geschenkt hatte, doch die anwesende Hofdame munterte sie auf, indem sie bemerkte, dass ja nun ein „großes Paar/big pair“ (Olga und Tatjana) und ein „kleines Paar/little pair“ (Maria und Anastasia) vorhanden waren. Diese Bezeichnung übernahm die Familie, wenn sie von den Mädchen sprach.

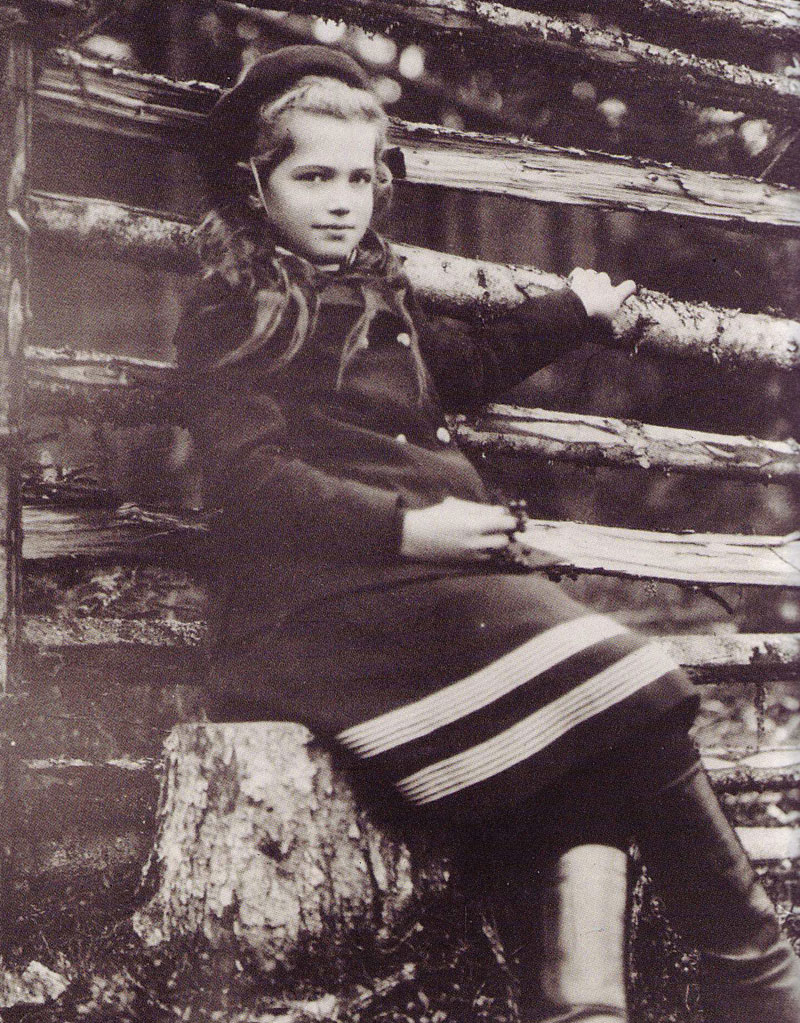
Maria in Finnland, 1908

In jungen Jahren fühlte sich Maria ungeliebt und war unsicher, wie auch aus einem Brief ihrer Mutter hervorgeht, in dem sie Maria versicherte, dass sie geliebt würde. Sie litt als junges Mädchen unter ihrem Übergewicht, welches sich mit der Pubertät verwuchs. Sie war es auch, die mehr nach ihrem Großvater Alexander III. kam und auch dessen körperliche Kraft geerbt hatte. So ist überliefert, dass sie als junges Mädchen oft ihren Onkel „Ernie“, Großherzog Ernst Ludwig von Hessen hochhob. Unter ihren Schwestern war ihr Anastasia die Vertrauteste.
 
Als ihre Schwester Olga die Verlobung mit dem Kronprinzen Carol von Rumänien ausschlug, bat dieser bei einem Besuch 1914 in Russland, um die Hand Marias, doch ihre Eltern lehnten dies ab, da sie ihre Tochter für zu jung hielten. 
Während der Zeit des Ersten Weltkrieges war sie noch zu jung, um wie ihre beiden älteren Schwestern Krankenschwester zu werden. Allerdings wurde Maria, ebenso wie ihre jüngere Schwester Anastasia, Patronin eines Krankenhauses (Grand Palace Infirmary).

### Gefangenschaft und Ermordung

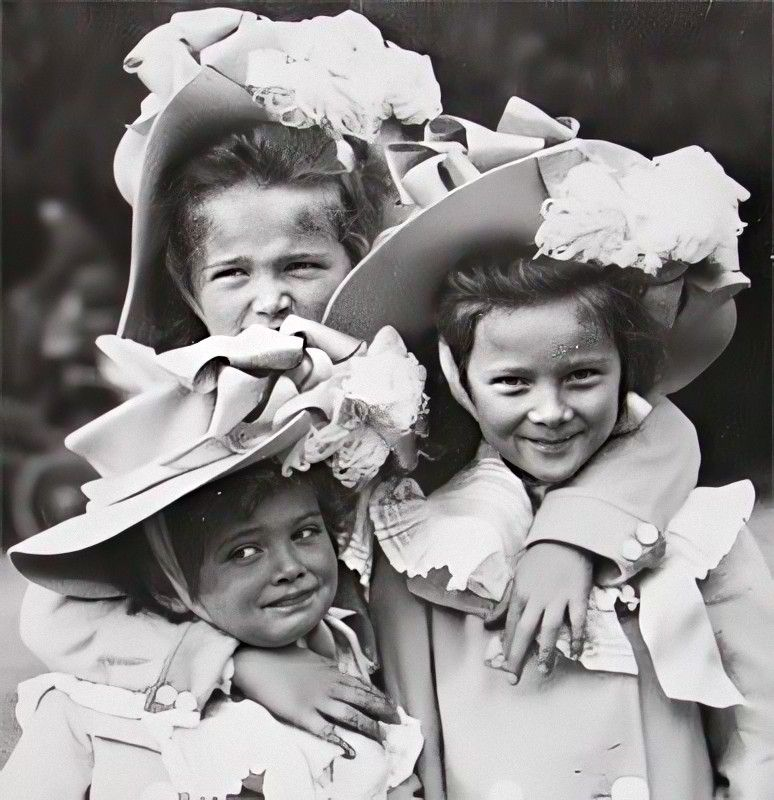
Maria (links) mit ihren Schwestern Olga und Tatjana, 1903

Als Zarin Alexandra beschloss, ihren Mann nach Jekaterinburg zu begleiten, entschloss sie sich, Maria mitzunehmen. Die anderen mussten in Tobolsk zurückbleiben, da Alexei sich beim Versuch, mit einem Schlitten die Treppe des Hauses herunterzurutschen, verletzt hatte. Durch eine Attacke der Hämophilie war er zu geschwächt, um zu reisen. Da Maria die robusteste Tochter war, begleitete sie ihre Eltern. Sie schlief anfangs mit ihren Eltern in einem Zimmer, welches sie nach Ankunft der restlichen Familie Alexei überließ. In der Gefangenschaft fiel es ihr nicht schwer, Kontakte mit den Wachen aufzunehmen. Sie sprach gern mit ihnen, fragte sie nach ihrem Leben und ihren Familien. Es ist überliefert, dass Maria in einen der Bewacher verliebt war und dieser in sie. An ihrem Geburtstag überbrachte er ihr einen Kuchen und küsste sie auf die Wange, was besonders die Zarin empörte. Die Zarin und ihre Töchter hatten Perlen und anderen Schmuck bei sich versteckt, um für eine eventuelle Flucht vorbereitet zu sein, da aller anderer Besitz konfisziert worden war. Dieser Schmuck wurde von den Mädchen und der Zarin in ihre Korsetts eingenäht, nur Maria durfte dies aufgrund ihrer Verfehlung, wie die Zarin es nannte, nicht tun. Es ist historisch belegt, dass Maria als einzige keinen Perlengürtel bei ihrer Erschießung trug. Der Soldat, der als Bewacher der Zarenfamilie Maria geküsst hatte, gab dies später zu Protokoll und wurde nach dem Vorfall aus dem Haus entfernt. Sie war 19, als sie in der Nacht zum 17. Juli 1918 mit ihrer Familie in der Villa Ipatjew bei Jekaterinburg erschossen wurde.

### Identifizierung der Leiche
Im Sommer 2007 wurden in der Nähe des ehemaligen Bergwerkschachts Ganina Jama, im Koptjaki-Wald etwas entfernt von der Fundstelle der Gebeine der restlichen Mitglieder der Zarenfamilie, die Knochenfragmente und Zähne eines jungen Mädchens im Alter von 17 bis 20 Jahren und eines Knaben im Alter von 10 bis 13 Jahren gefunden. Die Gebeine wurden in Jekaterinburg unter Leitung des Kreml und ausländischer Spezialisten untersucht. Am 30. April 2008 wurde das Ergebnis der  DNA-Untersuchung bekannt. Diese bestätigte, dass es sich bei den Knochen zweifelsfrei um die Gebeine von Maria und ihrem Bruder Alexei handelt. Damit ist 90 Jahre nach der Ermordung der Zarenfamilie deren Schicksal endgültig geklärt.

### Beisetzung und Heiligsprechung
Im Jahr 2000 wurden sie und ihre Familie von der Russisch-Orthodoxen Kirche heiliggesprochen.